# (5180) Ohno
(5180) Ohno es un asteroide perteneciente al cinturón de asteroides, descubierto el 6 de abril de 1989 por Tetsuya Fujii y el también astrónomo Kazuro Watanabe desde el Observatorio de Kitami, Hokkaidō, Japón.

## Designación y nombre
Designado provisionalmente como 1989 GF. Fue nombrado Ohno en honor a Keiko Ohno por sus actividades a la hora de concienciar públicamente del estudio de la astronomía y la ciencia espacial. Como desarrolladora de software en Goto Optical Laboratory, realizó mucho software de planetario.

## Características orbitales
Ohno está situado a una distancia media del Sol de 2,391 ua, pudiendo alejarse hasta 2,541 ua y acercarse hasta 2,241 ua. Su excentricidad es 0,062 y la inclinación orbital 6,044 grados. Emplea 1350,74 días en completar una órbita alrededor del Sol.

## Características físicas
La magnitud absoluta de Ohno es 13,5. Tiene 5 km de diámetro y su albedo se estima en 0,27. Está asignado al tipo espectral.